# Евгенол
Евгенол — це гваякол із заміщеним аліловим ланцюгом, член класу хімічних сполук алілбензолу. Це безбарвна або блідо-жовта ароматична масляниста рідина, екстрагована з певних ефірних олій, особливо з гвоздичної олії, мускатного горіха, кориці, базиліка та лаврового листа. Ця сполука міститься в олії бутонів гвоздики у концентраціях 80-90 % і в олії листя гвоздики (82-88 %). Евгенол має приємний, пряний, гвоздиковий аромат. Назва походить від Eugenia caryophyllata, колишньої класифікації Карла Ліннея для гвоздики. Сучасна назва це Syzygium aromaticum.

## Біосинтез
Біосинтез евгенолу починається з амінокислоти тирозину. L-тирозин перетворюється на п-кумаринову кислоту під дією ферменту тирозиноаміакової ліази (TAL). Звідси p-кумарова кислота перетворюється на кавову кислоту p-кумарат-3-гідроксилазою за допомогою кисню та НАДФ. Потім S-аденозилметіонін (SAM) використовується для метилювання кавової кислоти, утворюючи ферулову кислоту, яка, у свою чергу, перетворюється на ферулоїл-КоА за допомогою ферменту 4-гідроксициннамоїл-КоА-лігази (4CL). Далі ферулоїл-КоА відновлюється до хвойного альдегіду циннамоїл-КоА -редуктазою (CCR). Коніферальдегід потім далі відновлюється до коніферилового спирту циннаміл-алкогольдегідрогеназою (CAD) або синапіл-алкогольдегідрогеназою (SAD). Потім коніфериловий спирт перетворюється на естер у присутності субстрату CH3COSCoA, утворюючи коніферилацетат. Нарешті, коніферилацетат перетворюється на евгенол за допомогою ферменту евгенолсинтази 1 і використання НАДФ.

Біосинтез евгенолу

## Фармакологія
Евгенол і тимол мають загальноанестезуючі властивості. Як і багато інших анестетиків, ці 2-алкіл(окси)феноли діють як позитивні алостеричні модулятори рецептора ГАМКА. Незважаючи на те, що евгенол і тимол є надто токсичними і недостатньо сильними для клінічного використання, ці відкриття призвели до розробки 2-заміщених фенольних анестетиків, включаючи пропанідид (пізніше вилучений) і широко використовуваний пропофол. Евгенол і подібний за структурою міристицин, мають спільну властивість інгібувати MAO-A і MAO-B in vitro.
У людини повне виведення евгенолу відбувається протягом 24 годин, і метаболіти переважно є кон'югатами евгенолу.

## Використання

### Різні сфери життя людини
Евгенол використовується як смаковий або ароматичний інгредієнт у чаях, м'ясі, тістечках, парфумерії, косметиці, ароматизаторах та ефірних оліях. Ванілін отримують шляхом окислення евгенолу.
У медицині використовується як місцевий антисептик і анестетик, особливо у стоматології. Евгенол можна об'єднати з оксидом цинку з утворенням евгенолу оксиду цинку, який має реставраційне та ортодонтичне застосування в стоматології. Так, ефективним способом зменшення гострого болю у пацієнтів із ускладненням після видалення зуба під назвою «суха лунка» є набивання порожнини, яка утворилася після видалення зуба, пастою з евгенол-оксиду цинку та марлею, просоченою йодоформом. Паста евгенол-цинкоксид також використовується під час пломбування кореневих каналів зубів.

### Комахи і риби
Аромат евгенолу є привабливим для самців різних видів бджіл Euglossini (опилюють орхідеї), які, очевидно, збирають евгенол для синтезу феромонів. Через це евгенол зазвичай використовують як приманку для залучення та збору цих бджіл для досліджень. Евгенол також приваблює самок огіркових жуків.
Евгенол та ізоевгенол, які обидва є квітковими леткими ароматами, каталізуються одним типом ферменту в роду трав'янистих рослин Билинець, і ген, що кодує цей фермент, є першим функціонально охарактеризованим геном у видів цих рослин. Евгенол входить до складу деяких інсектицидів.
Гвоздикова олія, що містить евгенол, широко використовується як анестетик для акваріумних риб, а також для диких риб під час відбору зразків для дослідницьких цілей. Передозування евгенолу або викликання сну перед його передозуванням є гуманним методом евтаназії хворих риб.

### Інше
Евгенол є інгредієнтом деяких фунгіцидів і гербіцидів, які використовуються в сільськогосподарській практиці ЄС. Він використовується в сотнях побутових товарів, таких як пестициди, засоби для догляду за домашніми тваринами, засоби для прання, прибирання, а в паперових та транспортних виробах.

## Токсичність
У випадку хронічного перорального прийому у високих дозах евгенол є гепатотоксичним. У разі передозування евгенолом виникає широкий спектр симптомів від крові в сечі до судом, діареї, нудоти, втрати свідомості, запаморочення, прискореного серцебиття або гострого ураження нирок. N-ацетилцистеїн можна використовувати для лікування людей з передозуванням евгенолу або гвоздичної олії.

## Як алерген
Евгенол підлягає обмеженням щодо використання в парфумерії через чутливість деяких людей до нього, однак ступінь прояву алергічної реакції у людей є спірною.
Евгенол є компонентом перуанського бальзаму, який іноді викликає алергію у людей. У разі використання евгенолу в стоматологічних засобах, таких як хірургічні пасти, стоматологічна упаковка та стоматологічний цемент, це може спричинити контактний стоматит і алергічний хейліт. Алергію можна виявити за допомогою патч-тесту.

## Поширення у природі
Евгенол у природі міститься в рослинах:
- Гвоздика[34][35][36]
- Полин
- Кориця[35][37]
- Індійський лавровий лист[38]
- Мускатний горіх[39]
- Васильки справжні[40]
- Васильки евгенольні[24][41]
- Туласі
- Бадьян анісовий (Illicium anisatum)[42]
- Меліса лікарська[43]
- Кріп[44]
- Духмяний перець[45]
- Ваніль[46]
- Лавр благородний[47]
- Селера пахуча[48]
- Імбир
- Гравілат міський[49]